# 小行星5623
小行星5623（英語：5623 Iw阿莫尔型小行星i）是一颗围绕太阳公转的小行星。1990年10月20日，杉江淳在Dynic发现了此天体。
这颗小行星的绝对星等为194.8242266104711等。